# Persone di nome Baldassarre
| Questa pagina contiene informazioni ricavate automaticamente dalle voci biografiche con l'ausilio del template Bio e di un bot. L'aggiornamento è periodico e automatico e ricostruisce completamente la pagina. Se manca una persona in questa lista, sei pregato di non aggiungerla, ma accertati piuttosto che la sua voce biografica contenga il template Bio e che i dati anagrafici siano correttamente compilati. Se il template Bio manca, inseriscilo tu stesso o, in alternativa, metti l'avviso {{tmp\|Bio}} che ne segnala la mancanza. Se i dati riportati sono sbagliati, correggi direttamente la voce biografica; le modifiche saranno visibili in questa lista entro pochi giorni. Per chiarimenti vedi il progetto antroponimi. La lista contiene solo le 60 persone che sono citate nell'enciclopedia e per le quali è stato implementato correttamente il template Bio. Pagina aggiornata al 22 giu 2025. |

Questa è una lista di persone presenti nell'enciclopedia che hanno il nome Baldassarre, suddivise per attività principale.

## Ambasciatori(1)
- Baldassarre Castiglione, ambasciatore e militare italiano († 1703)

## Ammiragli(2)
- Baldassarre Biassa, ammiraglio italiano (La Spezia - La Spezia, † 1531)
- Baldassarre Galli della Mantica, ammiraglio italiano (Cherasco, n. 1815 - Cherasco, † 1870)

## Architetti(4)
- Baldassarre Fontana, architetto e stuccatore svizzero (Chiasso, n. 1661 - Chiasso, † 1733)
- Sarre Guarnieri, architetto italiano (Firenze, n. 1904 - Firenze, † 1933)
- Baldassarre Orsini, architetto e storico dell'arte italiano (Perugia, n. 1732 - Perugia, † 1810)
- Baldassarre Peruzzi, architetto, pittore e scenografo italiano (Sovicille, n. 1481 - Roma, † 1536)

## Arcivescovi cattolici(1)
- Baldassarre Francesco Rasponi, arcivescovo cattolico italiano (Ravenna, n. 1758 - Udine, † 1814)

## Avvocati(1)
- Baldassarre Castiglioni, avvocato e politico italiano (Lonato, n. 1851 - Casatico, † 1938)

## Cardinali(1)
- Baldassarre Cenci, cardinale e arcivescovo cattolico italiano (Roma, n. 1648 - Fermo, † 1709)

## Compositori(1)
- Baldassare Donato, compositore e cantore italiano († 1603)

## Funzionari(1)
- Baldassarre da Fossombrone, funzionario italiano

## Giornalisti(2)
- Baldassarre Avanzini, giornalista e scrittore italiano (La Spezia, n. 1840 - Brianzola, † 1905)
- Baldassarre Molossi, giornalista e scrittore italiano (Parma, n. 1927 - Fidenza, † 2003)

## Ingegneri(1)
- Baldassarre Lanci, ingegnere militare, architetto e inventore italiano (Urbino, n. 1510 - † 1571)

## Letterati(1)
- Baldassarre Lombardi, letterato, critico letterario e religioso italiano (Vimercate, n. 1718 - Roma, † 1802)

## Magistrati(1)
- Baldassarre Paoli, magistrato, giurista e politico italiano (Firenze, n. 1811 - Firenze, † 1889)

## Matematici(1)
- Baldassarre Boncompagni, matematico e storico della scienza italiano (Roma, n. 1821 - Roma, † 1894)

## Militari(1)
- Baldassarre Mazzucchelli, militare italiano (Vercelli, n. 1872 - Venezia, † 1918)

## Nobili(8)
- Baldassarre di Turingia, nobile tedesco (Weißenfels, n. 1336 - Wartburg, † 1406)
- Baldassarre Báthory, nobile rumeno (n. 1555 - † 1594)
- Baldassarre Castiglione, nobile e condottiero italiano (n. 1414 - † 1478)
- Baldassarre Castiglione, nobile e militare italiano
- Baldassarre Cattaneo Della Volta Paleologo, nobiluomo e mecenate italiano (Genova, n. 1660 - Napoli, † 1739)
- Baldassarre Odescalchi, III principe Odescalchi, nobile italiano (Roma, n. 1748 - Roma, † 1810)
- Baldassarre Odescalchi, I principe Odescalchi, nobile italiano (Milano, n. 1683 - Roma, † 1746)
- Baldassarre Suarez de la Concha, nobile italiano (Segovia)

## Piloti motociclistici(1)
- Baldassarre Monti, pilota motociclistico italiano (Casalmaggiore, n. 1961 - Sorbolo a Levante, † 2008)

## Pittori(10)
- Baldassarre Aloisi, pittore italiano (Bologna, n. 1577 - Roma, † 1638)
- Baldassarre di Biagio, pittore italiano (Firenze - † 1484)
- Baldassarre Bianchi, pittore italiano (Bologna, n. 1612 - Modena, † 1679)
- Baldassarre Carrari, pittore italiano (Forlì - Ravenna, † 1516)
- Baldassarre Carrari il Vecchio, pittore italiano
- Baldassarre D'Anna, pittore italiano (Venezia - Venezia)
- Baldassarre De Caro, pittore italiano (n. 1689 - Napoli, † 1750)
- Baldassarre d'Este, pittore italiano (Reggio Emilia, n. 1432 - Ferrara, † 1510)
- Baldassarre Grasso, pittore italiano (Acireale, n. 1664 - † 1714)
- Volterrano, pittore italiano (Volterra, n. 1611 - Firenze, † 1690)

## Poeti(2)
- Baldassarre Pisani, poeta italiano (Napoli, n. 1650)
- Baldassarre Olimpo degli Alessandri, poeta italiano (Sassoferrato)

## Politici(4)
- Baldassarre Furnari, politico italiano (Lercara Friddi, n. 1932 - Torino, † 2005)
- Baldassarre Mongenet, politico italiano (Carema, n. 1811 - Carema, † 1885)
- Baldassarre Odescalchi, politico italiano (Roma, n. 1844 - Civitavecchia, † 1909)
- Baldassarre Squitti, politico italiano (Maida, n. 1859 - Roma, † 1929)

## Presbiteri(3)
- Baldassarre Oltrocchi, presbitero, bibliotecario e bibliografo italiano (Pavia, n. 1714 - Milano, † 1797)
- Baldassarre Ravaschieri, presbitero italiano (Chiavari, n. 1419 - Binasco, † 1492)
- Baldassarre Turini, presbitero italiano (Pescia, n. 1486 - Roma, † 1543)

## Principi(1)
- Baldassarre di Werle, principe (n. 1375 - † 1421)

## Psichiatri(1)
- Baldassarre Buffa, psichiatra e politico italiano (Vercelli, n. 1916 - Vercelli, † 1978)

## Registi(1)
- Baldassarre Negroni, regista, sceneggiatore e produttore cinematografico italiano (Roma, n. 1877 - Roma, † 1945)

## Religiosi(2)
- Baldassarre Audiberti, religioso francese (Annot, n. 1761 - Ottavo di Arezzo, † 1852)
- Baldassarre de' Nardis, religioso italiano (L'Aquila, n. 1575 - L'Aquila, † 1630)

## Scienziati(1)
- Baldassarre Capra, scienziato italiano (Milano, n. 1580 - Milano, † 1626)

## Scrittori(1)
- Baldassarre Bonifacio, scrittore, poeta e vescovo cattolico italiano (Crema, n. 1585 - Capodistria, † 1659)

## Storici(1)
- Baldassarre Buonaiuti, storico italiano (Firenze, n. 1336 - Firenze, † 1386)

## Umanisti(1)
- Baldassarre Castiglione, umanista, letterato e diplomatico italiano (Casatico, n. 1478 - Toledo, † 1529)

## Velocisti(1)
- Baldassare Porto, velocista italiano (Catania, n. 1923 - Catania, † 2013)

## Vescovi cattolici(2)
- Baldassarre di Meclemburgo, vescovo cattolico tedesco (n. 1451 - Wismar, † 1507)
- Baldassarre Maria Remondini, vescovo cattolico e scrittore italiano (Bassano del Grappa, n. 1698 - Zante, † 1777)

## Senza attività specificata(1)
- Baldassarre Ferri, cantante castrato italiano (Marsciano, n. 1610 - Perugia, † 1680)